# ANT-IV

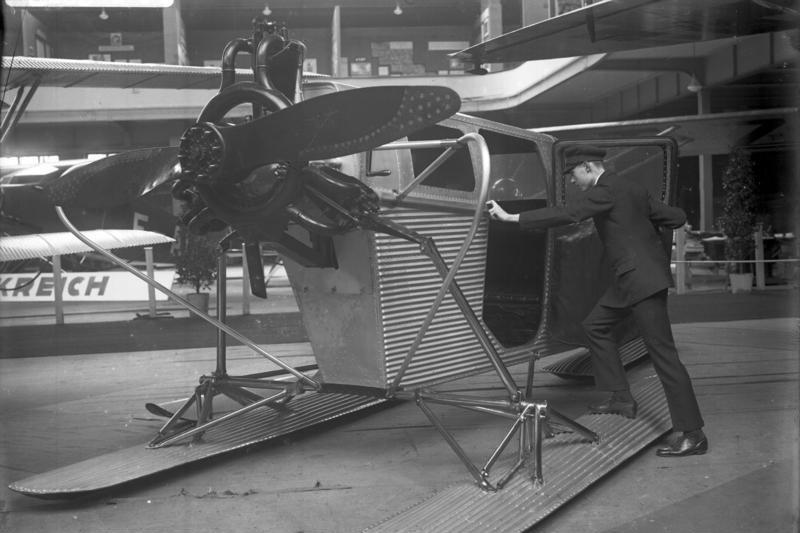
ANT-IV

ANT-IV byly jedny ze tří sovětských aerosaní, které byly vyrobeny v roce 1924. Tento model, ovládaný dvojčlennou posádkou, měl výkon asi 100 koňských sil.
V roce 1930 začaly ANT-IV jezdit pravidelně mezi městy Kanaš a Čeboksary, převážel poštu a důležité osoby. V následujícím roce byl ANT-IV doplněn motorem M-11 sovětské výroby, dovolující rychlost až 28 km/h.
V roce 1934 byl ANT-IV dopraven do Uelenu, kde pomáhal zachraňovat průzkumníky z ledoborce Čeljuškin, který najel na mělčinu. 